# 鍛冶町 (豊橋市)
鍛冶町（かじまち）は、愛知県豊橋市の地名。

## 地理
豊橋市中央部に位置する。東は西新町、西は曲尺手町、南は談合町、北は八町通5丁目に接する。

### 通学区域
|      | 小学校             | 中学校             | 高等学校 |
| ---- | ------------------ | ------------------ | -------- |
| 全域 | 豊橋市立八町小学校 | 豊橋市立豊城中学校 | 三河学区 |

## 歴史

### 地名の由来
鍛冶職人が居住していたことによる。

### 人口の変遷
国勢調査による人口および世帯数の推移。
| 1995年（平成7年）  | 111世帯 367人 |  |
| 2000年（平成12年） | 101世帯 321人 |  |
| 2005年（平成17年） | 100世帯 307人 |  |
| 2010年（平成22年） | 102世帯 289人 |  |
| 2015年（平成27年） | 108世帯 278人 |  |

### 沿革
- 江戸時代 - 吉田城下二十四町のひとつであり、1612年（慶長17年）から1632年（寛永9年）に掛けて町並みが成立[2]。町名にもなっている鍛冶職人は元鍛冶町から1618年（元和4年）頃に移住してきたとされる[2]。明治初年には「豊橋鍛冶町」となる[2]。
- 1889年（明治22年） - 豊橋町鍛冶町となる[2]。
- 1906年（明治39年） - 豊橋市鍛冶町となる[2]。
- 1958年（昭和33年） - 東田町・下町・談合町・西新町・東八町の各一部を編入し、一部が曲尺手町・中世古町・談合町に編入される[2]。

## 施設
- 鍛冶町公園[1]
- 鍛冶町公民館

- 鍛冶町公民館

### WEB
1. ↑  “愛知県豊橋市の町丁・字一覧”.   人口統計ラボ. 2023年4月13日閲覧。
2. ↑  総務省統計局 (2017年1月27日). “平成27年国勢調査の調査結果(e-Stat) - 男女別人口及び世帯数 －町丁・字等” (CSV). 2021年7月21日閲覧。
3. ↑  “愛知県豊橋市の郵便番号一覧”.   日本郵便. 2023年4月13日閲覧。
4. ↑  “市外局番の一覧” (PDF).   総務省 (2022年3月1日). 2022年3月22日閲覧。
5. 1 2  豊橋市教育部学校教育課 (2024年4月1日). “校区早見表” (PDF).   豊橋市. 2025年6月26日閲覧。
6. ↑  総務省統計局 (2014年3月28日). “平成7年国勢調査の調査結果(e-Stat) - 男女別人口及び世帯数 －町丁・字等” (CSV). 2021年7月20日閲覧。
7. ↑  総務省統計局 (2014年5月30日). “平成12年国勢調査の調査結果(e-Stat) - 男女別人口及び世帯数 －町丁・字等” (CSV). 2021年7月20日閲覧。
8. ↑  総務省統計局 (2014年6月27日). “平成17年国勢調査の調査結果(e-Stat) - 男女別人口及び世帯数 －町丁・字等” (CSV). 2021年7月21日閲覧。
9. ↑  総務省統計局 (2012年1月20日). “平成22年国勢調査の調査結果(e-Stat) - 男女別人口及び世帯数 －町丁・字等” (CSV). 2021年7月21日閲覧。
10. ↑  総務省統計局 (2017年1月27日). “平成27年国勢調査の調査結果(e-Stat) - 男女別人口及び世帯数 －町丁・字等” (CSV). 2021年7月21日閲覧。

### 書籍
1. 1 2 3  「角川日本地名大辞典」編纂委員会 1989, p. 1786.
2. 1 2 3 4 5 6 7  「角川日本地名大辞典」編纂委員会 1989, p. 372.